# Yak-11教練機
Yak-11教練機是Yak-3戰鬥機換上風冷發動機的雙座教練機型，由20世紀40年代後期成為蘇聯教練機和表演機，曾外銷東歐和中國。

## 历史
1945年首飞了在雅克-3基础上研制雅克－3УТИ。为降低生产成本和训练费用，教练机的发动机换成低功率的阿什-21风冷活塞发动机。雅克－3УТИ的批生产型被命名为雅克－11。 　 

## 基本資料
- 乘員：2人
- 全長：8.5米
- 翼展：9.4米
- 全高：3.28米
- 翼面积15.4平方米
- 空重：1743公斤
- 载油量360公升
- 正常起飞重量2175公斤
- 最大起飞重量2440公斤
- 最大平飞速度：424公里/小時
- 最大航程：1,280公里
- 实用昇限：7,500米
- 续航时间3小时40分
- 起飞滑跑距离395米
- 着陆滑跑距离500米
- 發動機：

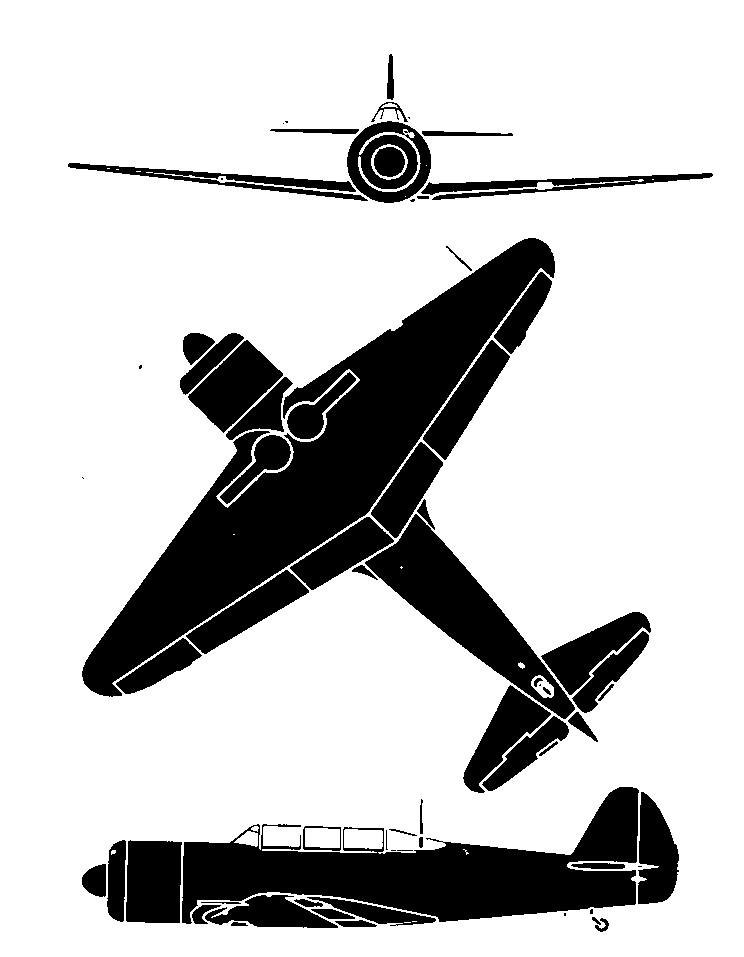
Yak-11教練機三視圖

  - АШ－21气冷单排星形7缸活塞发动机起飞功率是700马力
  - ВИШ－111В－20金属2叶变距螺旋桨
- 武器：
  - 机头上方1挺12.7毫米口徑機槍
  - 机翼下可挂2枚50公斤炸弹

## 使用國家
- 苏联
- 中国：1949年10月至1950年2月，中国进口一批用于空军的4所驱逐机航校所需。至1956年共进口331架，用于航校训练。1974年退役
- 阿富汗
- 阿爾巴尼亞
- 阿尔及利亚
- 奥地利
- 保加利亞
- 捷克斯洛伐克
- 东德
- 埃及
- 伊拉克
- 匈牙利
- 蒙古
- 波蘭
- 羅馬尼亞
- 叙利亚
- 越南
- 葉門

## 外部連結
- 雅克－11（Yak-11）中級教練機